# Hitman (gra komputerowa 2016)
Hitman – epizodyczna komputerowa gra akcji wyprodukowana przez duńskie studio IO Interactive. Gra została wydana 11 marca 2016 roku przez Square Enix i Feral Interactive na platformę PC, PlayStation 4 oraz Xbox One. Gra należy do serii Hitman.

## Fabuła
Fabuła Hitmana rozgrywa się w sześciu miejscach. Głównym bohaterem gry jest Agent 47.

## Rozgrywka
Głównym celem gry jest eliminacja wskazanych celów, które gracz może eliminować na wiele możliwych sposobów. Za przedostanie się na miejsce akcji w przebraniu, przeprowadzanie ataków z użyciem karabinu wyborowego, skradanie się pomiędzy strażnikami z pistoletem z tłumikiem i garotą, pozorowanie wypadków i stosowanie trucizn gracz otrzymuje punkty. Postać może zabrać ze sobą ograniczoną liczbę przedmiotów.
Tryb Contracts to system pojedynczych, sieciowych kontraktów, w których gracze rywalizują o uzyskanie najwyższego wyniku. Do gry dodano dwa typy zleceń. Eskalacja to pięć coraz trudniejszych zadań. Zlecenia Nieuchwytny Cel nie da się powtórzyć w przypadku porażki lub jeśli postać gracza zginie.
Gra została oparta na silniku Glacier 2.